# Lancovo
Lancovo je naselje u slovenskoj Općini Radovljici. Lancovo se nalazi u pokrajini Gorenjskoj i statističkoj regiji Gorenjskoj. 

## Stanovništvo
Prema popisu stanovništva iz 2002. godine naselje je imalo 357 stanovnika.